# Azerski jezik
Azerski jezik (azerbajdžanski jezik; ISO 639-3: aze; ISO 639-3: azb), makrojezik kojemu pripadaju sjevernoazerski iz Azerbajdžana i južnoazerski iz Irana. Pripadaju azerbajdžanskoj podskupini turkijskih jezika. Ukupan broj govornika oba jezika iznosi prema procjeni 23 011 510.
Etnička skupina koja govori ovaj jezik naziva se Azerima.